# Opium du peuple (philosophie politique)
Pour les articles homonymes, voir Opium du peuple (homonymie).
L'opium du peuple est un concept marxiste. Il désigne chez Karl Marx la religion, qui permet au peuple de se réconforter.

## Concept

### Religion comme opium avant Marx
Avant Marx, Emmanuel Kant décrit déjà, dans une note de La Religion dans les limites de la simple raison, la religion comme un opium : selon le résumé de Serge Margel, il le fait « à travers la figure du prêtre, consolateur d’une fin de vie, qui, au lieu « d’aiguiser » la conscience d’un sujet, lui raconte des histoires sur l’au-delà pour l’apaiser ». Rappelant la paternité de cette métaphore, Alain Houziaux souligne que Kant « valorisait la religion d'abord et avant tout comme éthique et pratique intra-mondaine ».
Hegel utilise quant à lui l'expression d'« opium du peuple » pour désigner le seul hindouisme.

### Religion comme opium chez Marx
Dans sa Critique de la philosophie du droit de Hegel, Marx écrit que la religion permet de justifier les inégalités sociales, et permet au prolétariat de mieux les supporter. Elle laisse le peuple dans l'illusion que sa condition n'est pas si terrible, en lui donnant des exemples de morales religieuses, des bienfaits de la souffrance, etc. Elle permet de surmonter les conditions d'une vie privée d'esprit, qui est par nature pénible.
Toutefois, la religion, parce qu'elle conforte le pauvre dans sa pauvreté, bloque le passage à l'action. Elle est le garant du statu quo. Le terme d'opium est utilisé à l'époque dans le sens d'analgésique. Ainsi, Marx dénonce l'effet anesthésiant de la religion, qui est une force de l'aliénation. La nécessité de la religion chez les opprimés serait la conséquence de l'oppression elle-même : « La religion est le soupir de la créature accablée par le malheur, l'âme d'un monde sans cœur, de même qu'elle est l'esprit d'une époque sans esprit. C'est l'opium du peuple. » Marx pense que la racine de la croyance religieuse se trouve dans les conditions de vie misérables de la plus grande partie de la population. C'est la raison pour laquelle il ne pense pas que la lutte contre la religion doit se trouver au centre du militantisme communiste.
Friedrich Engels, grand ami et collaborateur de Marx, reprochait aux blanquistes durant la Commune de Paris en 1871 de vouloir imposer une sorte d'athéisme d'état :
[Engels cite un passage du programme blanquiste]: "Que la Commune débarrasse à jamais l'humanité de ce spectre de ses misères passées(Dieu), "de cette cause" (Dieu inexistant serait une cause !), de ses misères présentes. Dans la Commune il n'y a pas de place pour le prêtre ; toute manifestation, toute organisation religieuse doit être proscrite."  

[Engels commentant ce passage]: Et cette exigence de transformer les gens en athées par ordre du mufti est signée par deux membres de la Commune qui ont certainement eu l'occasion de constater que, premièrement, on peut écrire autant d'ordres que l'on voudra sur le papier sans rien faire pour en assurer l'exécution et que, deuxièmement, les persécutions sont le meilleur moyen d'affermir des convictions indésirables ! " 

## Postérité
L'expression est l'une des plus fréquemment citées de Karl Marx et elle a servi, dans les pays communistes, à légitimer l'athéisme d'État et les persécutions anti-religieuses, (qu'il ne faut pas confondre avec la laïcité). L'expression « opium du peuple » a été discutée, exploitée, galvaudée, et reprise dans le champ social, politique, culturel et économique (sport, télévision, loisirs, écologie, consumérisme, réseaux sociaux, etc. seraient le « nouvel opium du peuple »).
Elle est réutilisée par Raymond Aron, qui parle du communisme comme de l'opium des intellectuels.

## Dans la culture populaire
Renaud, dans sa chanson l'Hexagone, décrit "la bagnole, la télé, le tiercé" comme "l'opium du peuple de France".